# 스페이츠

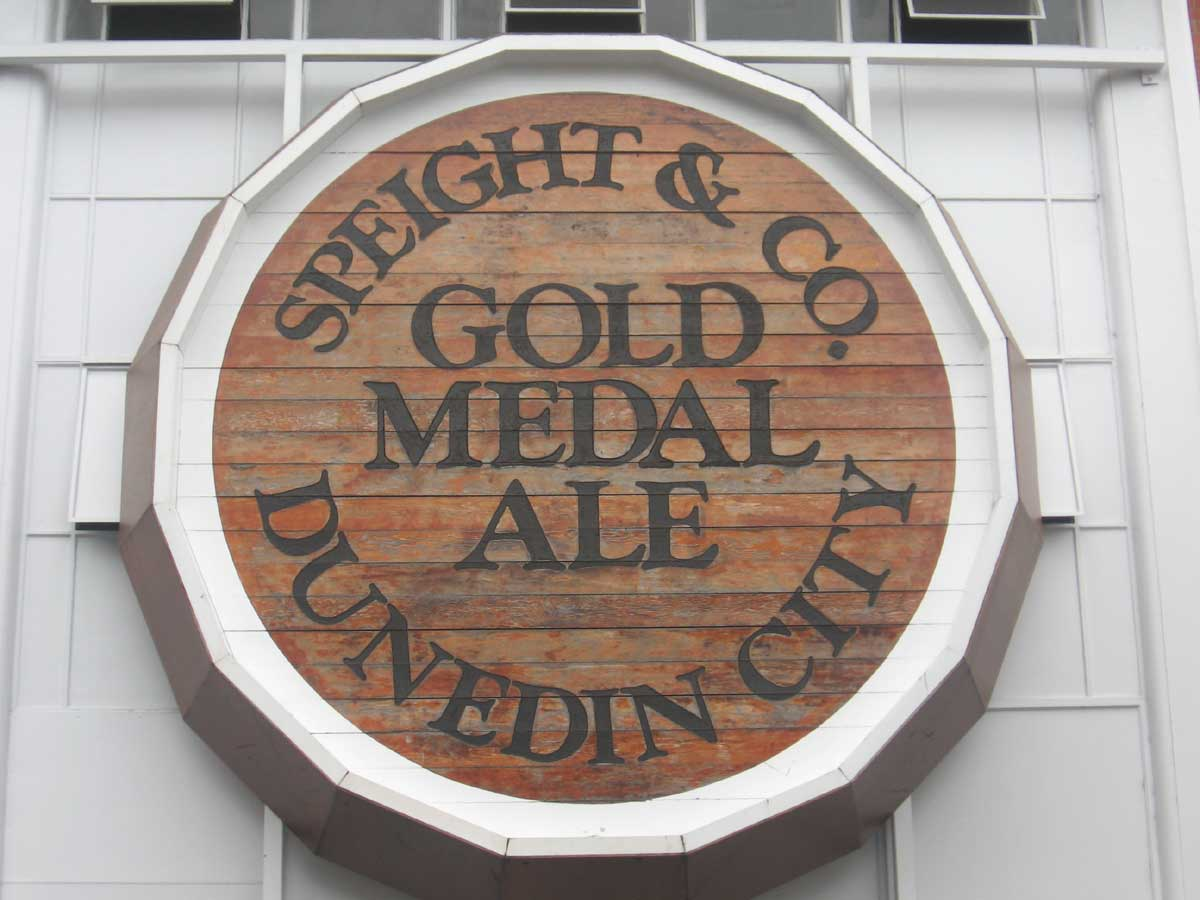

스페이츠(Speight's)는 뉴질랜드 더니딘의 맥주이다. 이 맥주는 일본에서 운영하는 라이온이 소유하고 있다. 뉴질랜드의 베스트셀러 맥주들 중 하나인 골드메달에일(Gold Medal Ale)로 유명하다. 이 맥주는 뉴질랜드 전역에 걸쳐 스페이츠에일하우스 펍 체인점을 보유할 정도로 성장하였다.